# Línea 11A (Suburbanos Montevideo)

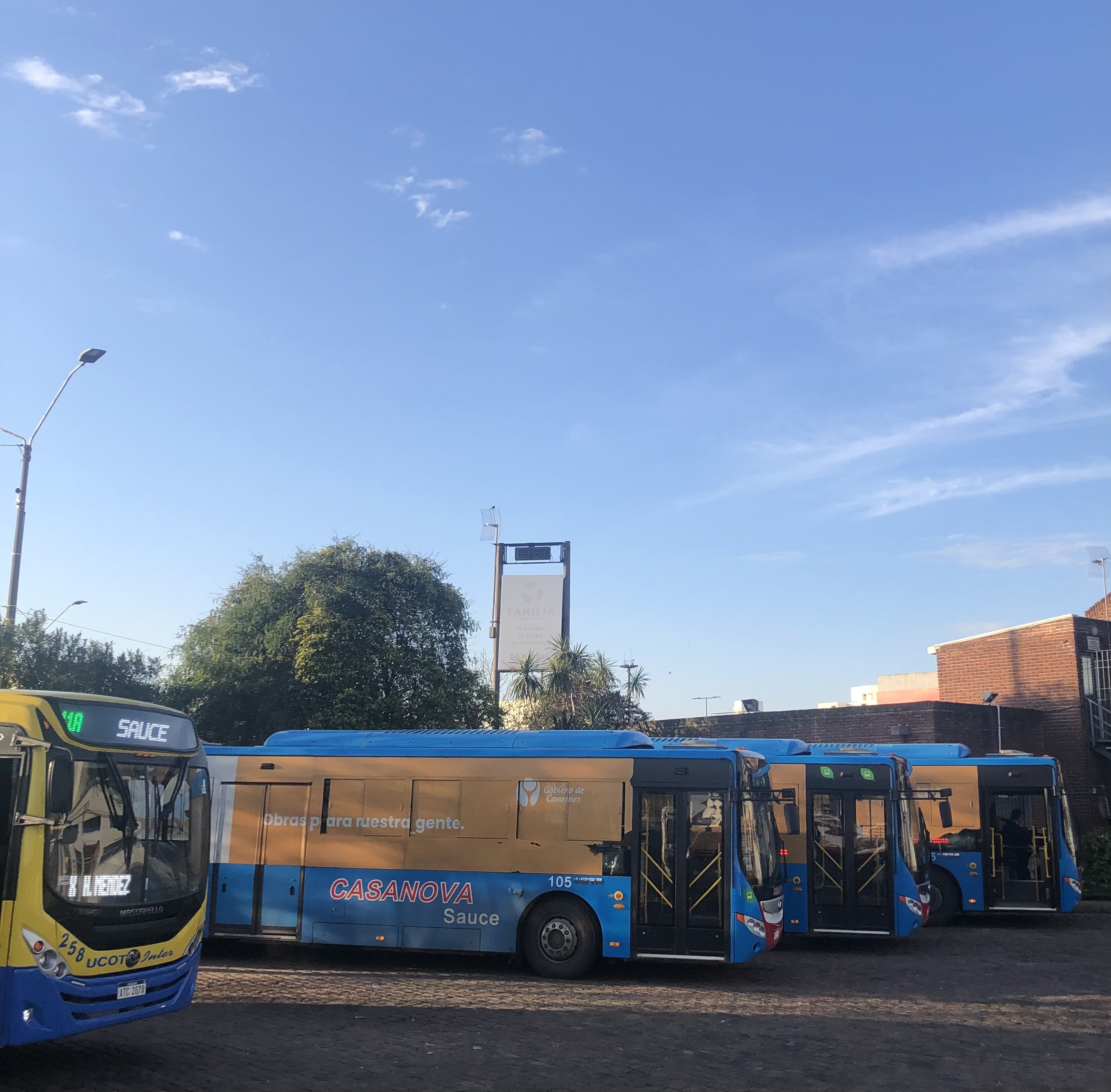
Línea 11A en la Terminal Baltasar Brum con destino a Sauce

La línea 11A  de la red de transporte  suburbano de Montevideo une la terminal Baltasar Brum con el departamento de Canelones y en algunos servicios el departamento de Florida.

## Creación
Esta línea inicialmente fue operada por la empresa CUTUSA, aunque a los pocos años de su creación se convirtió en una cooperativa, la Cooperativa Unión del Transporte del Uruguay. 
Iniciada la operación por parte de la cooperativa CUTU, está con el paso de los años fue extendiendo su recorrido, añadiendose nuevos ramales. Dicha cooperativa tuvo la operación de la línea hasta el año 2007, año en el que se realizó una reestructura en el transporte suburbano y debido a las complicaciones que dicha cooperativa atravesaba, fue cesada de sus actividades y esta línea (junto con otras que también poseía), pasó a manos de la cooperativa Unión Cooperativa Obrera, quien creó una división para la operación de la misma. Además de la absorción de los empleados y funcionarios de la desaparecida cooperativa, también adquirió las unidades utilizadas para la explotación del servicio.

## Ramales

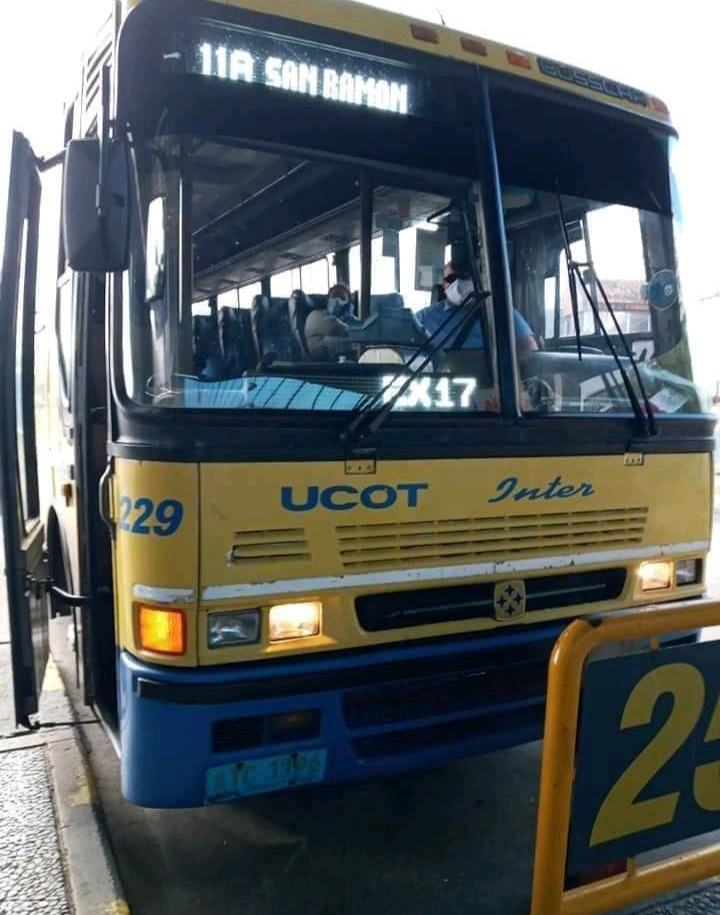
Línea 11A con destino a San Ramón.

Parte desde la Estación Baltasar Brum hacia distintos destinos, dentro del área metropolitana, el departamento de Canelones. y Chamizo en el departamento de Florida, aunque este último no conforme el área metropolitana.